# Уайз, Кирк
 Кирк Уайз (англ. Kirk Wise) (род. 24 августа 1963 года) — американский режиссёр-мультипликатор, наиболее известный как режиссёр полнометражных мультфильмов «Красавица и Чудовище» (1991), «Горбун из Нотр-Дама» (1996) и «Атлантида: Затерянный мир» (2001). Все эти фильмы он снял совместно с Гари Труздейлом.

## Избранная фильмография
| Название фильма                       | Год  | Примечания |
| ------------------------------------- | ---- | ---------- |
| Оливер и компания                     | 1988 | сюжет      |
| Красавица и Чудовище                  | 1991 | режиссёр   |
| Дорога домой: Невероятное путешествие | 1993 | продюсер   |
| Король-лев                            | 1994 | сюжет      |
| Горбун из Нотр-Дама                   | 1996 | режиссёр   |
| Атлантида: Затерянный мир             | 2001 | режиссёр   |
| Атлантида: Возвращение Майло          | 2003 | сюжет      |
| Океаны                                | 2009 | продюсер   |